# Чурбанова, Ольга Петровна
Ольга Павловна Чурбанова (16.07.1964) — российская легкоатлетка, специалистка по бегу на средние и длинные дистанции, легкоатлетическому кроссу. Выступала на профессиональном уровне в 1990-х годах, чемпионка мира по экидену, победительница Кубка Европы, чемпионка СНГ, многократная победительница и призёрка первенств всероссийского значения, участница чемпионата мира в Гётеборге. Представляла Екатеринбург и Свердловскую область. Мастер спорта России международного класса.

## Биография
Ольга Чурбанова родилась 16 июля 1964 года в Свердловске. Начала заниматься лёгкой атлетикой в 1976 году на Уралмашзаводе у тренера-преподавателя Т. Г. Завалихиной, позднее проходила подготовку под руководством В. Г. Костомарова, заслуженных тренеров России Геннадия Сергеевича Наумова и Геннадия Николаевича Байкенова.
Впервые заявила о себе в сезоне 1990 года, когда на соревнованиях в Киеве стала десятой в беге на 1500 метров.
В 1992 году в дисциплине 5 км выиграла бронзовую медаль на чемпионате СНГ по кроссу в Кисловодске, в беге на 3000 метров одержала победу на чемпионате СНГ в Москве.
В 1993 году победила на открытом чемпионате России по кроссу в Кисловодске, заняла 11-е место на чемпионате мира по кроссу в Аморебьета-Эчано, получила серебро на Мемориале братьев Знаменских в Москве — на дистанции 3000 метров.
В 1994 году вновь выиграла открытый чемпионат России по кроссу в Кисловодске, финишировала девятой на кроссовом чемпионате мира в Будапеште, вместе с соотечественницами стала победительницей чемпионата мира по экидену в Литохороне, в беге на 3000 метров превзошла всех соперниц на чемпионате России в Санкт-Петербурге, была пятой на Играх доброй воли в Санкт-Петербурге и четвёртой на чемпионате Европы в Хельсинки.
Благодаря череде удачных выступлений в 1995 году удостоилась права защищать честь страны на чемпионате мира в Гётеборге — в программе бега на 5000 метров благополучно преодолела предварительный квалификационный этап, но в решающем забеге сошла с дистанции.
В 1996 году в дисциплине 1500 метров взяла бронзу на зимнем чемпионате России в Москве, одержала победу на Кубке Европы в Мадриде и на Мемориале братьев Знаменских в Москве, стала пятой на чемпионате России в Санкт-Петербурге.
В 1997 году помимо прочего заняла 45-е место на чемпионате Европы по кроссу в Оэйраше.
На чемпионате России 1999 года в Туле была пятой в дисциплине 5000 метров.
В 2000 году выиграла серебряную медаль в беге на 3000 метров на зимнем чемпионате России в Волгограде.
В 2001 году достаточно успешно выступила на нескольких коммерческих шоссейных стартах во Франции и на этом завершила спортивную карьеру.
За выдающиеся спортивные достижения удостоена почётного звания «Мастер спорта России международного класса» (1993).